# Scooter
Scooter je německá taneční hudební skupina založená v Hamburku v roce 1993. Mezi její známé hity patří například Hyper Hyper, Break It Up, Fire, How Much Is the Fish?, Ramp! (The Logical Song), Nessaja, Maria (I Like It Loud), One (Always Hardcore), The Question Is What Is the Question?, 4 AM a mnoho dalších. Ačkoli je kapela známá především v souvislosti s blonďatým zpěvákem, nahrála veliké množství instrumentálních skladeb, remixů a spolupodílela se na několika vedlejších projektech.

## Historie

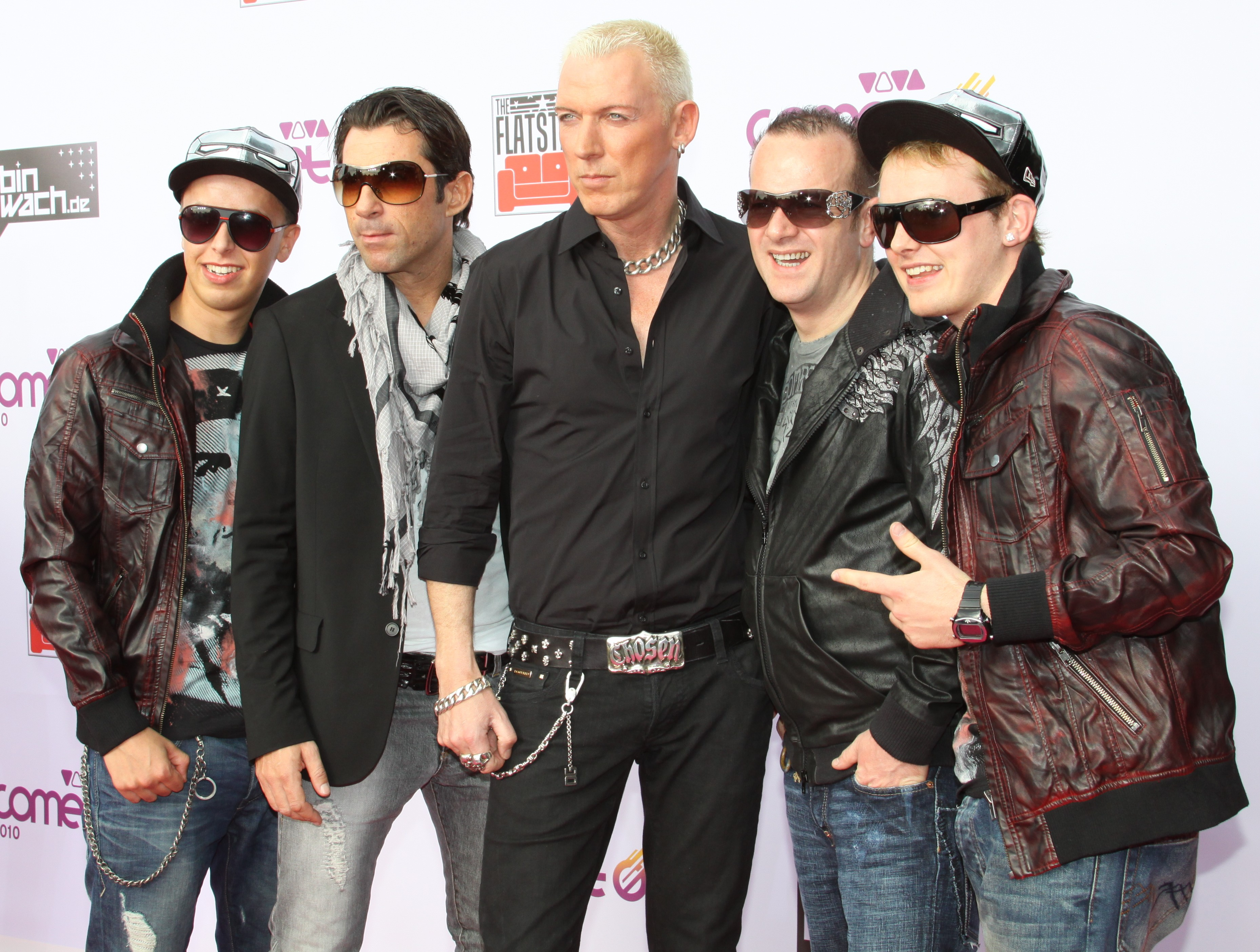
Skupina Scooter na berlínském Viva Comet (2010)

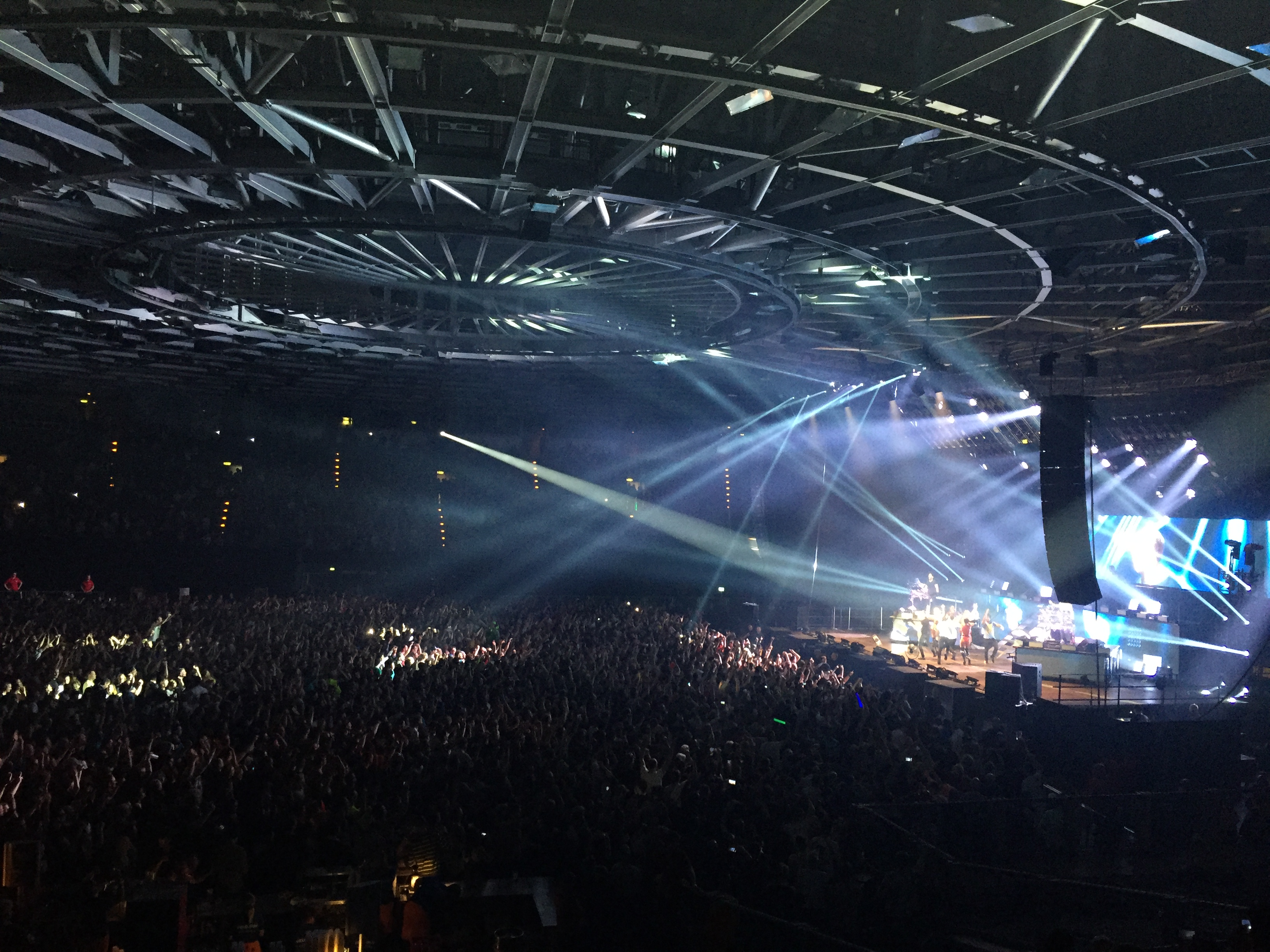
Vystoupení v Berlíně 3. března 2016

Scooter na scéně s moderní taneční hudbou působí již přes 30 let. Stylově zapadá hned do několika škatulek. V raném období jasně převažuje vliv Ravu a Happy Hardcoru, v pozdějších letech, tak jak se skupina vyvíjela, objevují se ještě další. Především trance, dance, elektrobeat, ale i prvky klasické a irské, či keltské hudby.
Za předobdobí Scooteru se dají považovat léta 1986 až 1991, kdy se členové dnešního Scooteru poprvé setkali. H.P. Baxxter studoval na obchodního příručího, ale více než studiím se chtěl věnovat hudbě. Proto se v Hannoveru přes inzerát seznámil s Rick J. Jordanem. Založili spolu popovou kapelu „Celebrate the Nun“. V tomto období vydali celkem 5 singlů a dvě desky. Poté se skupina rozpadla, ale ne nadlouho. H.P. začal v roce 1993 pracovat v hamburské distribuční firmě „Indie label“ (dnes „Edel records“) a zde se potkal s producentem Jensem Thelem. Mezitím si Rick sestavil své vlastní nahrávací studio v Hannoveru.
H.P. s Rickem se znovu potkali a ještě spolu s H.P.ho bratrancem Ferrisem Buellerem založili remixový tým „The Loop!“. Jejich remixů se dočkali např.: Adeva, Holly Johnson, Tag Team, RuPaul, Marky Mark feat. Prince Ital Joe, atd.
V roce 1993 se z remixového týmu stává projekt. Vzápětí vychází první singl „Vallée de Larmes“ a po prvním živém vystoupení v Hamburku vzniká skupina SCOOTER. Členy byli H.P. Baxxter, Rick J. Jordan, Ferris Bueller a manažerem, tedy čtvrtým členem v pozadí, se stal kdo jiný než Jens Thele. Druhým singlem se stává „Hyper Hyper“, kterého se v Německu prodalo přes 700 tisíc kopií a dosáhl na druhou příčku v německém žebříčku singlů. Skupina se tímto hitem přes noc stala populární.
Rok 2013 kapela zasvětila oslavě dvacátého výročí svého vzniku. Všech dosavadních 15 studiových alb (kromě tehdy aktuálního Music for a Big Night Out) vyšlo toho roku postupně v reedici s podtitulem 20 Years of Hardcore: Expanded Editions. Každé album obsahuje původní CD (v některých případech jsou na něm skladby mírně pozměněny) a k tomu jedno či dvě CD navíc s jinými verzemi skladeb, remixy a B-sidy ze singlů spolu s živými nahrávkami z koncertů plus několik bonusových písniček souvisejících s daným obdobím. Na závěr vyšla i výběrová kompilace s názvem 20 Years of Hardcore obsahující téměř všechny dosavadní singly a edice dvou DVD 20 Years of Hardcore: The Complete Video Collection se všemi dosavadními videoklipy. Sérii uzavřela knížka pojmenovaná Scooter: Always Hardcore, která byla vydána pouze v němčině. Kromě spousty fotek kniha obsahuje i rozsáhlou biografii skupiny, jež je tvořena formou vyprávění nejen členů kapely, a obrázky obálek celé tehdejší diskografie kapely.
Roku 2014 nečekaně opustil skupinu spoluzakladatel a hudební mozek skupiny Rick J. Jordan. Poslední koncert měl se skupinou 24. ledna 2014. Jeho místo zaujal mladý DJ Phil Speiser.
4. srpna 2017 skupina vystoupila na hudebním festivalu na Krymu. Úřady na Ukrajině označily vystoupení za „trestný čin se závažnými právními důsledky”. Podle ukrajinské prokuratury, která zahájila vůči kapele trestní řízení, hrozí členům kapely až osm let vězení. H.P. Baxxter před vystoupením uvedl, že kapela chce zahrát pro své fanoušky na Krymu, ne se politicky angažovat.
Od března 2019 je členem Scooteru producent a DJ Sebastian Schilde, který nahradil dočasného člena Etnika Zarariho. Tímto také definitivně začíná 6. kapitola této kapely. Poprvé měli fanoušci možnost vidět Sebastiana na koncertě v Ostravě. Následuje vydávání singlů a později konečně také oznámení připravovaného alba God Save The Rave, které je nakonec odloženo kvůli pandemii covidu-19 až na 16. 4. 2021. 
V listopadu 2022 ukončil svoje působení v kapele Sebastian Schilde a spolu s ním po šestnácti letech i Michael Simon. 
V lednu 2023 se do kapely po více než šestnácti letech vrací Jay Frog. 

## Obsazení
Hlavním zpěvákem a frontmanem skupiny Scooter je H.P. Baxxter, vlastním jménem Hans Peter Geerdes. Producentem je Jay Frog.

### První kapitola
Původní složení skupiny H.P. Baxxter, Rick J. Jordan a Ferris Bueller (+ ‚neviditelný‘ člen Jens Thele, manažer skupiny) trvalo od roku založení, tedy 1993, do roku 1998. Toto období je nazýváno první kapitolou tvorby skupiny.

### Druhá kapitola
Poté Ferrise Buellera nahradil Axel Coon. V kapele působil od roku 1998 do roku 2002. Toto období je nazýváno druhou kapitolou tvorby.

### Třetí kapitola
Následně v roce 2002 Axela Coona nahradil Jay Frog, který v kapele účinkoval do roku 2006. Skončila tak třetí kapitola tvorby.

### Čtvrtá kapitola
Roku 2006 byl Jay Frog vystřídán Michaelem Simonem, ten je ve skupině doposud. Čtvrtá kapitola tvorby trvala do roku 2014.
Na konci roku 2010 si do studia skupina pozvala jako studiového asistenta Chrise Avangardeho. Poté s ním kapela dále nespolupracovala, nestal se tedy jejím novým členem.

### Pátá kapitola
V roce 2013 do studia přichází mladý producent Phil Speiser, který začal mimo jiné spolupracovat na studiovém albu skupiny – The Fifth Chapter. Phil už před tím se skupinou vydal singl Sweater Weather (pod svým pseudonymem Dirty Disco Youth). Ačkoli se při každé dosavadní personální změně ve skupině střídal tak zvaný ‚třetí člen‘, v lednu 2014 skupinu opustil nečekaně po dvaceti letech její zakládající člen Rick J. Jordan. Poslední koncert s ním proběhl 24. ledna 2014. Phil Speiser se v roce 2014 stal novým členem skupiny, nahradil tak Ricka J. Jordana, čímž byla započata pátá kapitola tvorby Scooter.

### Šestá kapitola
V roce 2018 se během australské tour Phil Speiser rozhodl dále se skupinou nepokračovat a plně se věnovat svým soukromým projektům. Phila dočasně nahradil producent z Hamburku Etnik Zarari. Své vůbec první veřejné vystoupení se skupinou měl na předzápasovém koncertě na stadionu v Hannoveru v říjnu 2018. V březnu 2019 se oficiálním členem kapely stal DJ a producent Sebastian Schilde. Úkolem Etnika bylo pouze dočasně nahradit Phila na jejich podzimní tour.

### Sedmá kapitola
V roce 2022 byl na listopadovém koncertě v katarském Dohá Sebastian Schilde překvapivě nahrazen bývalým členem Scooter Jayem Frogem. To rozvířilo roj spekulací. Po koncertě v irském Dublinu, který byl ve stejném složení (Simon-Frog), Schilde oznámil, že již není členem kapely. V prosinci 2022 pak na Facebooku vyšlo oficiální prohlášení kapely, že skončil kromě Sebastiana po šestnácti letech také Michael Simon. Jay Frog se nakonec ke kapele v lednu 2023 oficiálně připojil a navrátil se tak po více než šestnácti letech. Spolu s ním se novým třetím členem skupiny stává mladý producent Marc Blou.

### Nynější členové

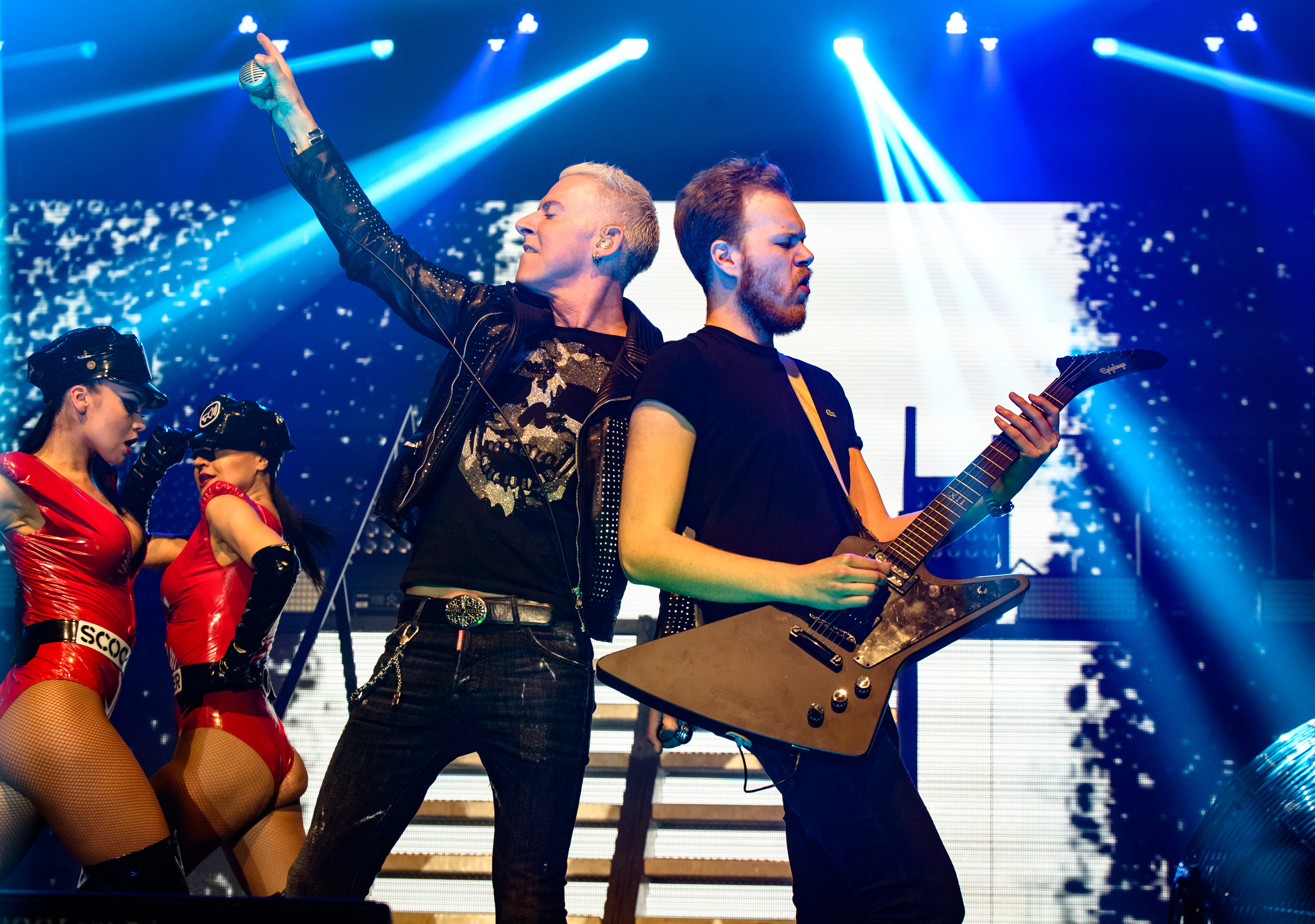
H.P. Baxxter a Phil Speiser v únoru 2016

- H.P. Baxxter (Hans-Peter Geerdes, 1993 – stále)
- Jay Frog (Jürgen Frosch, 2002–2006, 2023 – stále)
- Marc Blou (Marcel Neumann, 2023 – stále)

### Bývalí členové
- Ferris Bueller (Sören Bühler, 1993–1998)
- Axel Coon (Axel Broszeit, 1998–2002)
- Rick J. Jordan (Hendrik Stedler, 1993–2014)
- Phil Speiser (2014–2018)
- Etnik Zarari (2018–2019)
- Sebastian Schilde (2019–2022)
- Michael Simon (2006–2022)

## Diskografie

### Studiová alba
| Rok vydání | Název alba                       | Umístění v německém žebříčku | Kapitola tvorby |
| ---------- | -------------------------------- | ---------------------------- | --------------- |
| 1995       | ...and the Beat Goes On!         | 25                           | 1.              |
| 1996       | Our Happy Hardcore               | 17                           | 1.              |
| 1996       | Wicked!                          | 22                           | 1.              |
| 1997       | Age of Love                      | 19                           | 1.              |
| 1998       | No Time to Chill                 | 4                            | 2.              |
| 1999       | Back to the Heavyweight Jam      | 7                            | 2.              |
| 2000       | Sheffield                        | 11                           | 2.              |
| 2001       | We Bring the Noise!              | 15                           | 2.              |
| 2003       | The Stadium Techno Experience    | 7                            | 3.              |
| 2004       | Mind the Gap                     | 16                           | 3.              |
| 2005       | Who's Got the Last Laugh Now?    | 14                           | 3.              |
| 2007       | The Ultimate Aural Orgasm        | 6                            | 4.              |
| 2007       | Jumping All Over the World       | 9                            | 4.              |
| 2009       | Under the Radar Over the Top     | 2                            | 4.              |
| 2011       | The Big Mash Up                  | 15                           | 4.              |
| 2012       | Music for a Big Night Out        | 10                           | 4.              |
| 2014       | The Fifth Chapter                | 8                            | 5.              |
| 2016       | Ace                              | 6                            | 5.              |
| 2017       | Scooter Forever                  | 8                            | 5.              |
| 2021       | God Save the Rave                | 4                            | 6.              |
| 2024       | Open Your Mind and Your Trousers | 2                            | 7.              |

### Výběrové kompilace
| Rok vydání | Název alba                                        | Umístění v německém žebříčku | Kapitola tvorby |
| ---------- | ------------------------------------------------- | ---------------------------- | --------------- |
| 1998       | Rough and Tough and Dangerous – The Singles 94/98 | 36                           | 1.              |
| 2002       | Push the Beat for This Jam (The Second Chapter)   | 5                            | 2.              |
| 2002       | 24 Carat Gold                                     | 49                           | 2.              |
| 2013       | 20 Years of Hardcore                              | 37                           | 4.              |
| 2017       | 100% Scooter – 25 Years Wild & Wicked             | 19                           | 5.              |

### Záznamy z koncertů
| Rok vydání | Název alba               | Umístění v německém žebříčku | Kapitola tvorby |
| ---------- | ------------------------ | ---------------------------- | --------------- |
| 2002       | Encore – Live and Direct | 13                           | 2.              |
| 2004       | 10th Anniversary Concert | –                            | 3.              |
| 2006       | Excess All Areas         | 29                           | 3.              |
| 2010       | Live in Hamburg          | 14                           | 4.              |
| 2020       | I Want You to Stream!    | –                            | 6.              |

### Singly
Poznámka č. 1: Vydávání singlů je různé v každém státě. Zde jsou seřazeny podle data vydání v Německu.
Poznámka č. 2: Ke každému singlu kromě Vallée de Larmes je natočen videoklip.
Poznámka č. 3: K písničce 999 (Call the Police) je natočen videoklip, ale skladba nebyla vydána jako singl.
| Rok vydání | Název singlu                                    | Umístění v německém žebříčku | Studiové / výběrové album                         | Kapitola tvorby |
| ---------- | ----------------------------------------------- | ---------------------------- | ------------------------------------------------- | --------------- |
| 1994       | Vallée de Larmes                                | –                            | nealbová skladba                                  | 1.              |
| 1994       | Hyper Hyper                                     | 2                            | ...And the Beat Goes On!                          | 1.              |
| 1995       | Move Your Ass!                                  | 3                            | ...And the Beat Goes On!                          | 1.              |
| 1995       | Friends                                         | 3                            | ...And the Beat Goes On!                          | 1.              |
| 1995       | Endless Summer                                  | 5                            | ...And the Beat Goes On!                          | 1.              |
| 1995       | Back in the UK                                  | 4                            | Our Happy Hardcore                                | 1.              |
| 1996       | Let Me Be Your Valentine                        | 14                           | Our Happy Hardcore                                | 1.              |
| 1996       | Rebel Yell                                      | 8                            | Our Happy Hardcore                                | 1.              |
| 1996       | I'm Raving                                      | 4                            | Wicked!                                           | 1.              |
| 1996       | Break It Up                                     | 15                           | Wicked!                                           | 1.              |
| 1997       | Fire                                            | 5                            | Age of Love                                       | 1.              |
| 1997       | The Age of Love                                 | 14                           | Age of Love                                       | 1.              |
| 1997       | No Fate                                         | 39                           | Rough and Tough and Dangerous – The Singles 94/98 | 1.              |
| 1998       | How Much Is the Fish?                           | 3                            | No Time to Chill                                  | 2.              |
| 1998       | We Are the Greatest / I Was Made For Lovin' You | 26                           | No Time to Chill                                  | 2.              |
| 1999       | Call Me Mañana                                  | 16                           | No Time to Chill                                  | 2.              |
| 1999       | Faster Harder Scooter                           | 7                            | Back to the Heavyweight Jam                       | 2.              |
| 1999       | Fuck the Millennium                             | 11                           | Back to the Heavyweight Jam                       | 2.              |
| 2000       | I'm Your Pusher                                 | 17                           | Sheffield                                         | 2.              |
| 2000       | She's the Sun                                   | 41                           | Sheffield                                         | 2.              |
| 2001       | Posse (I Need You on the Floor)                 | 7                            | We Bring the Noise!                               | 2.              |
| 2001       | Aiii Shot the DJ                                | 29                           | We Bring the Noise!                               | 2.              |
| 2001       | Ramp! (The Logical Song)                        | 7                            | Push the Beat for This Jam (The Second Chapter)   | 2.              |
| 2002       | Nessaja                                         | 1                            | 24 Carat Gold                                     | 2.              |
| 2003       | Weekend!                                        | 2                            | The Stadium Techno Experience                     | 3.              |
| 2003       | The Night                                       | 10                           | The Stadium Techno Experience                     | 3.              |
| 2003       | Maria (I Like It Loud)                          | 4                            | The Stadium Techno Experience                     | 3.              |
| 2003       | Jigga Jigga!                                    | 10                           | Mind the Gap                                      | 3.              |
| 2004       | Shake That!                                     | 8                            | Mind the Gap                                      | 3.              |
| 2004       | One (Always Hardcore)                           | 7                            | Mind the Gap                                      | 3.              |
| 2005       | Suavemente                                      | 22                           | Mind the Gap                                      | 3.              |
| 2005       | Hello! (Good to Be Back)                        | 14                           | Who's Got the Last Laugh Now?                     | 3.              |
| 2005       | Apache Rocks the Bottom!                        | 24                           | Who's Got the Last Laugh Now?                     | 3.              |
| 2007       | Behind the Cow                                  | 17                           | The Ultimate Aural Orgasm                         | 4.              |
| 2007       | Lass Uns Tanzen                                 | 19                           | The Ultimate Aural Orgasm                         | 4.              |
| 2007       | The Question Is What Is the Question?           | 5                            | Jumping All Over the World                        | 4.              |
| 2007       | And No Matches                                  | 9                            | Jumping All Over the World                        | 4.              |
| 2008       | Jumping All Over the World                      | 15                           | Jumping All Over the World                        | 4.              |
| 2008       | I'm Lonely                                      | 8                            | Jumping All Over the World                        | 4.              |
| 2008       | Jump That Rock (Whatever You Want)              | 11                           | Jumping All Over the World – Whatever You Want    | 4.              |
| 2009       | J'adore Hardcore                                | 12                           | Under the Radar Over the Top                      | 4.              |
| 2009       | Ti Sento                                        | 10                           | Under the Radar Over the Top                      | 4.              |
| 2009       | The Sound Above My Hair                         | 38                           | Under the Radar Over the Top                      | 4.              |
| 2010       | Stuck on Replay                                 | 34                           | Under the Radar Over the Top                      | 4.              |
| 2011       | Friends Turbo                                   | 43                           | The Big Mash Up                                   | 4.              |
| 2011       | The Only One                                    | 45                           | The Big Mash Up                                   | 4.              |
| 2011       | David Doesn't Eat                               | 67                           | The Big Mash Up                                   | 4.              |
| 2011       | C'est Bleu                                      | 77                           | The Big Mash Up                                   | 4.              |
| 2012       | It's a Biz (Ain't Nobody)                       | 79                           | The Big Mash Up                                   | 4.              |
| 2012       | 4 AM                                            | 96                           | Music for a Big Night Out                         | 4.              |
| 2012       | Army of Hardcore                                | 77                           | Music for a Big Night Out                         | 4.              |
| 2014       | Bigroom Blitz                                   | 43                           | The Fifth Chapter                                 | 5.              |
| 2014       | Today                                           | 75                           | The Fifth Chapter                                 | 5.              |
| 2014       | Can't Stop the Hardcore                         | –                            | The Fifth Chapter                                 | 5.              |
| 2015       | Radiate                                         | –                            | The Fifth Chapter                                 | 5.              |
| 2015       | Riot                                            | –                            | Ace                                               | 5.              |
| 2016       | Oi                                              | –                            | Ace                                               | 5.              |
| 2016       | Mary Got No Lamb                                | –                            | Ace                                               | 5.              |
| 2017       | Bora! Bora! Bora!                               | –                            | Scooter Forever                                   | 5.              |
| 2017       | My Gabber                                       | –                            | Scooter Forever                                   | 5.              |
| 2017       | In Rave We Trust (Amateur Hour)                 | –                            | Scooter Forever                                   | 5.              |
| 2019       | Rave Teacher (Somebody Like Me)                 | –                            | God Save the Rave                                 | 6.              |
| 2019       | God Save the Rave                               | –                            | God Save the Rave                                 | 6.              |
| 2019       | Devil's Symphony                                | –                            | God Save the Rave                                 | 6.              |
| 2019       | Which Light Switch Is Which?                    | –                            | God Save the Rave                                 | 6.              |
| 2020       | Bassdrum                                        | 24                           | God Save the Rave                                 | 6.              |
| 2020       | FCK 2020                                        | 82                           | God Save the Rave                                 | 6.              |
| 2020       | Paul Is Dead                                    | –                            | God Save the Rave                                 | 6.              |
| 2021       | We Love Hardcore                                | –                            | God Save the Rave                                 | 6.              |
| 2021       | Groundhog Day                                   | –                            | God Save the Rave                                 | 6.              |
| 2021       | Rave Witchers                                   | 18                           | –                                                 | 6.              |
| 2022       | The Spell Remains                               | –                            | –                                                 | 6.              |
| 2022       | Do Not Sit If You Can Dance                     | –                            | –                                                 | 6.              |
| 2023       | Waste Your Youth                                | –                            | Open Your Mind and Your Trousers                  | 7.              |
| 2023       | Techno Is Back                                  | –                            | Open Your Mind and Your Trousers                  | 7.              |
| 2023       | Constellations                                  | –                            | Open Your Mind and Your Trousers                  | 7.              |
| 2023       | For Those About to Rave                         | –                            | Open Your Mind and Your Trousers                  | 7.              |
| 2023       | Berliner Luft                                   | –                            | Open Your Mind and Your Trousers                  | 7.              |
| 2023       | Rave & Shout                                    | –                            | Open Your Mind and Your Trousers                  | 7.              |
| 2024       | I Keep Hearing Bingo                            | –                            | Open Your Mind and Your Trousers                  | 7.              |
| 2024       | Let's Do It Again                               | –                            | Open Your Mind and Your Trousers                  | 7.              |
| 2024       | Mom Was on Tequila                              | –                            |                                                   | 7.              |
| 2025       | Gimme That Noise                                | –                            |                                                   | 7.              |
| 2025       | Heart Attack                                    | –                            |                                                   | 7.              |
| 2025       | Luv U More                                      | –                            |                                                   | 7.              |

### VHS / DVD / Blu-ray
| Rok vydání | Název                                                                 | Obsah                                          | Umístění v německém žebříčku | Kapitola tvorby |
| ---------- | --------------------------------------------------------------------- | ---------------------------------------------- | ---------------------------- | --------------- |
| 1996       | Happy Hardcore Clips ...And the Show Goes On! (VHS)                   | Videoklipy + bonusy                            | –                            | 1.              |
| 1998       | Rough and Tough and Dangerous – The Singles 94/98 (VHS)               | Videoklipy                                     | –                            | 1.              |
| 2002       | Encore (The Whole Story) (2× DVD)                                     | Záznam z koncertu + videoklipy + bonusy        | 1                            | 2.              |
| 2006       | Excess All Areas (2× DVD)                                             | Záznam z koncertu + videoklipy + bonusy        | 4                            | 3.              |
| 2010       | Live in Hamburg (Blu-ray / DVD)                                       | Záznam z koncertu (DVD) + videoklipy (Blu-ray) | 1                            | 4.              |
| 2013       | 20 Years of Hardcore: The Complete Video Collection (2× DVD)          | Videoklipy                                     | 3                            | 4.              |
| 2023       | FCK 2020: Zweieinhalb Jahre mit Scooter (UHD Blu-ray / Blu-ray / DVD) | Dokument                                       | -                            | 7.              |

#### Studiová alba obsahující DVD
Poznámka: Všechna studiová alba, k nimž jsou přidána bonusová DVD, jsou součástí 4. kapitoly tvorby skupiny.
| Rok vydání | Název                         | Studiové album                                                          | Obsah             |
| ---------- | ----------------------------- | ----------------------------------------------------------------------- | ----------------- |
| 2008       | Live in Berlin 2008           | Jumping All Over the World – Whatever You Want (edice premium + deluxe) | Záznam z koncertu |
| 2008       | The Complete Video Collection | Jumping All Over the World – Whatever You Want (edice deluxe)           | Videoklipy        |
| 2009       | Caught by the Radar           | Under the Radar Over the Top (limitovaná + deluxe edice)                | Dokumenty         |
| 2011       | The Stadium Techno Inferno    | The Big Mash Up (limitovaná + deluxe edice)                             | Záznam z koncertu |

### Remixováno skupinou Scooter
| Rok vydání | Interpret                  | Skladba                         | Kapitola tvorby |
| ---------- | -------------------------- | ------------------------------- | --------------- |
| 1995       | Ultra-Sonic                | Check Your Head                 | 1.              |
| 1995       | Interactive                | Living Without Your Love        | 1.              |
| 1995       | Shahin & Simon             | Do the Right Thing              | 1.              |
| nevydáno   | Datura                     | Angeli Domini                   | 1.              |
| 2001       | Modern Talking             | Win the Race                    | 2.              |
| 2002       | Ratty                      | Sunrise (Here I am)             | 3.              |
| 2005       | Dance United               | Help! Asia                      | 3.              |
| 2005       | Einmusik                   | Jittery Heritage                | 3.              |
| 2005       | Bloodhound Gang            | Uhn Tiss Uhn Tiss Uhn Tiss      | 3.              |
| 2006       | Deichkind                  | Remmidemmi (Yippie Yippie Yeah) | 3.              |
| 2008       | Lützenkirchen              | 3 Tage Wach                     | 4.              |
| 2008       | Ultrabeat vs Darren Styles | Discolights                     | 4.              |
| 2008       | Maximum Spell              | I See U                         | 4.              |
| 2010       | Rammstein                  | Pussy                           | 4.              |
| 2011       | Within Temptation          | Sinéad                          | 4.              |
| 2013       | Susanne Blech              | Helmut Kohl                     | 4.              |
| 2014       | Beatsteaks                 | Gentleman of the Year           | 5.              |
| 2024       | Jax Jones, Zoe Wees        | Never Be Lonely                 | 7.              |
| 2024       | Jade                       | Angel of My Dreams              | 7.              |

### Vedlejší projekty
Celebrate the Nun – předchůdce kapely Scooter, účinkovali v ní H.P. Baxxter a Rick J. Jordan
The Loop! – pod tímto názvem Scooteři během 1. kapitoly tvorby zremixovali několik skladeb
Clinique Team feat. the Hannover Posse – Rick J. Jordan a Ferris Bueller jsou uvedeni jako jedni z autorů singlu Summer of Love
Kosmos – singl (+ videoklip) Codo složený Scootery, v němž zpívá Mary K. (sestra Ricka J. Jordana), která také nazpívala vokály ke skladbám The First Time a Tonight od Scooteru
Love Message – charitativní projekt v rámci něhož Scooteři s mnoha dalšími interprety složili singl (+ videoklip) Love Message
Sunbeam – německá hudební skupina; H.P. Baxxter, Rick J. Jordan, Ferris Bueller a Jens Thele jsou uvedeni jako jedni z autorů singlu Arms of Heaven a Rick J. Jordan a Ferris Bueller také u singlu Dreams
Bravo All Stars – charitativní projekt v rámci něhož Scooteři s mnoha dalšími interprety složili singl (+ videoklip) Let the Music Heal Your Soul
Ratty – projekt vznikl během 2. kapitoly tvorby; pod tímto názvem Scooteři vydali dva singly a pět remixů
Guess Who – singl Posse (I Need You on the Floor) byl nejprve vydán pod názvem tohoto projektu, až poté jako Scooter
Am Fenster – skladba Scooterů; byla původně vydána na albu Pop 2001 – Geschichte wird gemacht
Section 11 – skladba Habanera byla nejprve vydána pod názvem tohoto projektu, až poté jako Scooter; byla původně plánovaná jako singl
3 AM / Funky Divas – singl Nessaja byl nejprve vydán pod názvy těchto projektů, až poté jako Scooter
Dance United – charitativní projekt v rámci něhož Scooteři s mnoha dalšími interprety složili singl (+ videoklip) Reach Out; následně zremixovali skladbu Help! Asia (viz nahoře)
Beetle Juice presents Rick Maniac & Dr. Loop – singl (+ videoklip) Day-O (Banana Boat Song) složený Scootery
Sheffield Jumpers – taneční skupina, která spolupracovala se Scootery během 4. kapitoly tvorby; vydali singl (+ videoklip) Jump With Me složený Scootery
Troy – coververze Scooterů skladby Troy od německé skupiny Die Fantastischen Vier; byla vydána pouze na albu A Tribute to Die Fantastischen Vier
Baxxter, Simon & DDY – H.P. Baxxter, Michael Simon a Dirty Disco Youth (Phil Speiser) vydali singl (+ videoklip) Sweater Weather